# Cirrhinus molitorella
Cirrhinus molitorella (engl. Mud Carp) ist eine mittelgroße Karpfenfischart aus Indochina und dem südlichen China. Er wird unter anderem auch White Lady Carp, in Kambodscha Trey Kawlang, Pa Geng in Laos, Kap Lumpur in Malaysia, 侧斑鲮 in China und in Vietnam CáTrôi Việt genannt.

## Beschreibung
Er hat 37 bis 43 Schuppen auf seiner Seitenlinie und unterscheidet sich damit von Cirrhinus microlepis. Seine Flossenformel lautet: Dorsale 11–15. Ein weiteres Unterscheidungsmerkmal sind die Farbzeichnungen auf seinen Schuppen, die besonders bei frisch gefangenen Exemplaren zur Geltung kommen. Die Farbtöne variieren von blaugrün bis blauschwarz. Die Fische werden in der Regel 15 bis 50 Zentimeter lang. In der chinesischen Guangdong Provinz wurde ein etwa 100 cm langes und 11,25 kg schweres Exemplar mit der Angel gefangen.

## Verbreitung
Das Verbreitungsgebiet von Cirrhinus molitorella erstreckt sich von den Flussbecken des Mae Nam Chao Phraya, Nam Theun, Xe Bangfai, Mekong und Nanpangjiang, Perlfluss bis zum Roten Fluss in China und Vietnam. Somit kommen sie in der Volksrepublik China, Vietnam, Laos, Kambodscha und Thailand vor. Außerdem in Hongkong, Malaysia, Indonesien und Singapur. Eingeführt wurde die Fischart auf Taiwan und Panama.

## Lebensweise
Cirrhinus molitorella bewohnt tropische Gewässer wie mittelgroße bis große Flüsse und Ströme mit Temperaturen von 22 bis 26 °C, wo er sich überwiegend im Mittelwasser bis Grundnähe in Tiefen von etwa fünf bis 20 Metern aufhält. Wassertemperaturen unterhalb von 7 °C werden nicht toleriert. Während der Regenzeit wandert er in die überschwemmten Wälder und ernährt sich dort von Algen, Phytoplankton und Detritus. Er gilt als omnivor. Wie sein Verwandter, Cirrhinus microlepis, bevorzugt auch Cirrhinus molitorella die Bereiche um Stromschnellen und tiefere Rückstauzonen. Wildtiere zeigen ein ausgeprägtes Wanderverhalten, während domestizierte Stämme von Cirrhinus molitorella dieses Verhalten weitgehend ablegen. Sie sind auf fließendes Wasser angewiesen und lassen sich in Teichen nicht lange halten, wo sie sich nicht fortpflanzen. Die Geschlechtsreife erreichen sie etwa mit drei Jahren.

## Nutzen
Cirrhinus molitorella ist lokal ein wichtiger Speisefisch, der einen hohen nutritiven Wert aufweist. Größere Exemplare werden frisch vermarktet und kleinere zu Prahok verarbeitet. Im chinesischen Perlfluss wurde Cirrhinus molitorella schon seit langer Zeit züchterisch bearbeitet, auch heute hat er von allen asiatischen Ländern in China seine größte wirtschaftliche Bedeutung. Dort werden sie überwiegend in Polykultur mit anderen Speisefischen gehalten.